# 5-氟色胺
5-氟色胺（缩写5-fluoro-T、5-FT、5-F-T，代号：PAL-284）是一种含氮有机氟化合物，分子式C
10H
11FN
2，属于色胺衍生物，能用做血清素受體激動劑和單胺釋放劑。